# Głosowanie elektroniczne

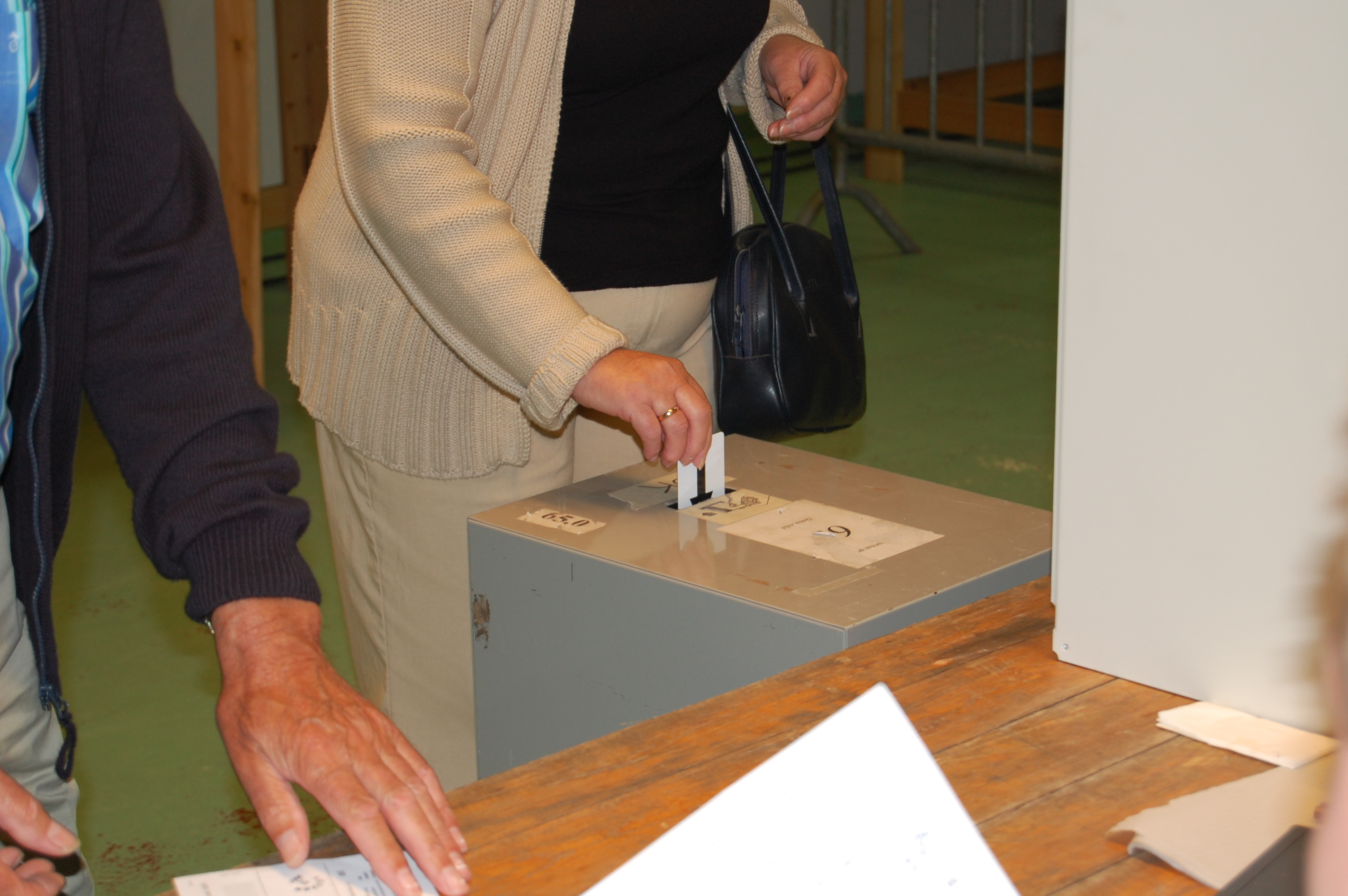
Wybory w Belgii (2007)

Głosowanie elektroniczne (ang. e-voting) – forma głosowania, w której wykorzystywane są środki komunikacji elektronicznej.

## Klasyfikacja
Metody głosowania elektronicznego można podzielić na trzy rodzaje:
- elektroniczna wizualizacja wyników głosowania – systemy komputerowe pełnią rolę pomocniczą przy zbieraniu i wizualizacji wyników głosowań przeprowadzonych tradycyjnymi środkami,
- głosowanie wspomagane elektronicznie – systemy komputerowe są głównym narzędziem służącym do przyjmowania i zliczania głosów. Głosy są oddawane przez wyborców osobiście w lokalach wyborczych na specjalizowanych komputerach wyborczych (ang. voting machines),
- głosowanie przez Internet – głosy są oddawane zdalnie z dowolnej lokalizacji za pomocą Internetu, a ich przyjmowaniem i zliczaniem zajmuje się centralny komputerowy system wyborczy.

Dwie ostatnie metody określa się łącznie potoczną nazwą e-votingu. Wobec głosowania przez Internet stosuje się także nazwę i-voting. W Internecie elektroniczne metody głosowania są wykorzystywane od dawna, na przykład przy zakładaniu nowych grup dyskusyjnych w Usenecie, na listach dyskusyjnych czy w różnego rodzaju sondach internetowych. Kontrowersje budzi głównie wykorzystanie ich w wyborach powszechnych.

## Zalety
Głosowanie prowadzone przy pomocy komputerów wyborczych – np. wyposażonych w ekrany dotykowe – umożliwia rezygnację z papierowych kart wyborczych, a co za tym idzie niemalże natychmiastowe zliczanie głosów w pamięci operacyjnej komputera i przekazywanie ich do systemu centralnego.
Głosowanie prowadzone przez Internet umożliwia oddanie głosu każdemu z każdej lokalizacji, poza natychmiastowym (w teorii) zliczaniem głosów zwiększa także dostępność procedury wyborczej i uniezależnia ją od lokalnych obwodów i lokali wyborczych.
Elektroniczne wybory rozwiązują też szereg problemów, które w zasadzie nigdy nie zostały rozwiązane dla wyborów przeprowadzanych drogą tradycyjną np. możliwość dorzucania głosów do urn. Za zastąpieniem tradycyjnych wyborów ich elektroniczną wersją przemawiają także bardzo wysokie koszty funkcjonowania komisji wyborczych, czy konieczność osobistego udania się do wyznaczonego miejsca głosowania. A to może przełożyć się na zwiększenie – niepokojąco niskiej w wielu krajach – frekwencji wyborczej.

## Wady
Elektroniczna wizualizacja wyników jako prowadzona równolegle do tradycyjnego zbierania wyników głosowań nie zaburza tych wymagań, ponieważ stanowi proces pomocniczy służący głównie przyspieszeniu zbierania wyników cząstkowych i nie wpływa bezpośrednio na zliczanie wyniku końcowego.
W praktyce stosowania komputerów wyborczych wskazuje się na następujące problemy:
- niezdefiniowany poziom bezpieczeństwa komputerów wyborczych dostępnych na rynku, opartych przeważnie na systemach operacyjnych ogólnego przeznaczenia (np. Microsoft Windows) i specjalizowane oprogramowanie, nie poddawane jednak niezależnej certyfikacji bezpieczeństwa według uznanych norm (Common Criteria), co nie daje gwarancji uczciwości głosowania,
- problemy ze stabilnością czy uruchamianiem komputerów wyborczych, co przy ściśle określonym czasie prowadzenia wyborów może uniemożliwić oddanie głosu znacznej liczbie wyborców,
- wysoki koszt komputerów wyborczych w porównaniu z tradycyjnymi środkami (karty i urna), zwłaszcza przy konieczności zakupu kilku komputerów na każdą komisję i przy niskiej amortyzacji (używane co kilka lat, plus koszty składowania w tym czasie).

Głosowanie przez Internet jest obarczone następującymi problemami:
- konieczność silnego i jednoznacznego potwierdzenia tożsamości, np. za pomocą podpisu kwalifikowanego, co jednak ogranicza dostępność takiej procedury wyborczej ze względu na jego wysoki koszt i małe rozpowszechnienie,
- brak gwarancji anonimowości, która stoi w sprzeczności z wymaganiem silnego uwierzytelnienia – anonimizację głosów prowadzi jedynie system centralny, pozostający – w przeciwieństwie do niepodpisanej karty wyborczej – poza kontrolą wyborcy.

Zarówno w przypadku komputerów wyborczych, jak i głosowania przez Internet zmniejsza się także transparentność i audytowalność procedury wyborczej, ze względu na brak bezpośredniego wglądu członków komisji oraz mężów zaufania w proces zliczania głosów, który odbywa się w systemie stanowiącym z ich punktu widzenia „czarną skrzynkę”.
W celu rozwiązania części tych problemów proponowane są różne systemy e-votingu łączącego komputerowe zliczanie głosów z papierowym potwierdzeniem oddania głosu (np. Punchscan) oraz wykorzystujące zaawansowane techniki kryptograficzne, nie rozwiązują one jednak wszystkich wymienionych problemów.
Duży krok w kierunku zniesienia wad głosowania przez internet stanowi technologia blockchain ponieważ charakteryzuje się ona niezmiennością co gwarantuje brak możliwości manipulacji wynikami głosowań.

## Wybory powszechne
Głosowanie elektroniczne w wyborach powszechnych budzi kontrowersje ze względu na konstytucyjne wymagania, by były one przynajmniej powszechne, bezpośrednie i tajne (anonimowe). Nie ulega wątpliwości, że powinny być one także uczciwe i nie powinno być możliwe masowe handlowanie głosami, czyli wyborca nie powinien mieć możliwości udowodnienia osobie kupującej głos jak zagłosował. Współczesne systemy głosowania elektronicznego nie są w stanie spełnić równocześnie wszystkich tych wymagań.

## e-voting na świecie
- W wyborach parlamentarnych w Estonii w 2007 roku przez Internet zagłosowało łącznie 5,5% uprawnionych wyborców, choć poparcie dla tej idei deklarowało w sumie 85% potencjalnych wyborców. Wyborcy w Estonii uwierzytelniali się za pomocą elektronicznego dowodu osobistego, który posiada 80% z 1,3 mln obywateli. Obserwatorzy OBWE zwrócili uwagę, że „bezpieczeństwo [systemu wyborczego] było uzależnione od zaufania pokładanego w małej grupce pracowników komisji wyborczej i niezależnego audytora”[2]. W wyborach lokalnych i parlamentarnych, które odbyły się w kolejnych latach, udział e-głosów wykazywał trend wzrostowy, osiągając w 2019 r. blisko 44% oddanych głosów[3].
- Podczas wyborów w USA w 2002 roku ponad dwie trzecie z zakupionych kosztem 125 mln dolarów komputerów wyborczych miało usterki, zaś liczba niepoprawnie zarejestrowanych (lub zgubionych) głosów w niektórych hrabstwach sięgała od 8 do 48% (Miami-Dade), co wzbudziło liczne spory i kontrowersje[4].
- W 2004 roku amerykański programista Clinton Curtis opublikował oświadczenie opisujące aplikację napisaną rzekomo na zlecenie producenta komputerów wyborczych, która miała modyfikować zliczane głosy tak by preferować wskazanego kandydata i równocześnie zachować zgodność sumarycznej liczby oddanych głosów[5].
- W 2004 roku władze Irlandii zakupiły kosztem 52 mln euro system wyborczy, który został jednak odrzucony przez centralną komisję wyborczą w wyniku niezależnego audytu bezpieczeństwa, od tej pory roczny koszt przechowywania tego sprzętu sięga 800 tysięcy euro.
- W 2019 USA podzielono na 3 systemy głosowania: „papierowe” (Alabama, Connecticut, Iowa, Kolorado, Maine, Maryland, Massachusetts, Michigan, Minnesota, Montana, Nebraska, New Hampshire, Nowy Meksyk, Nowy Jork, Oregon, Południowa Dakota, Północna Dakota, Rhode Island, Vermont, Virginia, Washington, Washington D.C.), elektroniczne (Delaware, Georgia, Karolina Południowa, Luizjana, New Jersey) i mieszane (Alaska, Arizona, Arkansas, Florida, Hawaje, Idaho, Illinois, Indiana, Kalifornia, Kansas, Karolina Północna, Kentucky, Mississippi, Missouri, Nevada, Ohio, Oklahoma, Pensylwania, Tennessee, Texas, Utah, Wirginia Zachodnia, Wisconsin, Wyoming)[6].
- W wyborach w 1982 roku w Indiach odbyło się głosowanie za pomocą maszyn elektronicznych  w północnym Paru. Sąd najwyższy republiki uznaje wybory za nieważne. Uznaje, że nie odbyły się one zgodnie z zapisami ówczesnej ordynacji wyborczej. Uaktualnienie prawa wyborczego sprawiło, że głosowanie elektroniczne może odbywać się w zgodnie z prawem w Indiach od 2003 roku[7].
- Od 1990 roku w Kanadzie stopniowo wprowadzane jest głosowanie elektroniczne za pomocą specjalnych maszyn. Jednak ma to miejsce tylko w wyborach municypialnych i na poziomie prowincji[7].